# 安德烈斯·巴尔瓦
安德烈斯·巴尔瓦（Andrés Barba，1975年—），生于马德里，是西班牙作家。他以小说《卡蒂亚的姐姐》 （2001年）而广为人知 ，该小说曾经被赫拉尔德奖提名 ，并由梅卡·德容改编成电影。 他的小说作品包括《小手》，《特蕾莎修女》（获巴列斯特尔奖）和《一匹马的死亡》（获胡安·马奇奖）。 2017年，他因《光明共和国》赢得了赫拉尔德奖。 
巴尔瓦被格兰塔杂志选为“最杰出西语青年小说家”之一。 他的作品已被翻译成好几种欧洲语言。  巴尔瓦本人也将众多英美经典译成西班牙文。 他曾在鲍登学院和马德里康普顿斯大学任教。

## 主要作品
- 《最伤人的骨头》，1998年
- 《卡蒂亚的姐姐》，2001年
- 《现在播放舞曲》，2004年
- 《特蕾莎修女》，2006年
- 《瀑布之书》，2006年
- 《一匹马的死亡》，2011年
- 《失踪者名单》，2013年
- 《在小丑的陪伴下》，2014年
- 《光明共和国》，2017年